# شیون واکایاما
شیون واکایاما (انگلیسی: Shion Wakayama؛ زادهٔ ۱۰ فوریهٔ ۱۹۹۸) صداپیشه، و بازیگر اهل ژاپن وابسته به گروه تئاتر هیماواری است. او در سه سالگی به این گروه پیوست و در سریال‌های تلویزیونی مختلف بازی کرد. او بعدها تبدیل به یک صداپیشه شد و اولین نقش اصلی خود را به عنوان شخصیت آئویی آئویی در فیلم پویانمایی آسمان آبی او انتخاب کرد. از دیگر نقش‌های اصلی وی می‌توان به مجموعه تلویزیونی دان‌دادان در نقش مومو آیاسه اشاره کرد.